# Акмалов, Икрам
Икрам Акмалов (1922 год, Ташкент, Туркестанская АССР — неизвестно, Ташкент) — медник завода № 84 имени В. П. Чкалова Совета народного хозяйства Узбекской ССР, Ташкент. Герой Социалистического Труда (1962).

## Биография
После окончания средней школы трудился учеником слесаря-жестянщика, медником, слесарем-жестянщиком на заводе № 84 имени В. П. Чкалова (с 1960 года — Ташкентский авиационный завод имени В. П. Чкалова, с 1973 года — Ташкентское авиационное производственное объединение им. В. П. Чкалова) в Ташкенте. В годы Великой Отечественной войны трудился на производстве военно-транспортных самолётов Ли-2, с 1954 года — самолёта Ил-14 и с 1961 года — самолёта Ан-12.
Вносил рационализаторские предложения, в результате чего значительно возросли производительность труда и качество выпускаемой продукции. Досрочно за четыре года выполнил личные социалистические обязательства и производственные задания Семилетки (1959—1965). Указом Президиума Верховного Совета СССР («закрытым») от 2 марта 1962 года удостоен звания Героя Социалистического Труда за «выдающиеся успехи, достигнутые в деле организации серийного производства и выпуска новой авиационной техники» с вручением ордена Ленина и золотой медали «Серп и Молот» (№ 8260).
Этим же Указом званием Героя Социалистического Труда были награждены директор завода Степан Иванович Кадышев и клепальщица Таисия Григорьевна Павлова.
После выхода на пенсию проживал в Ташкенте. Дата смерти не установлена.